# Rasa Leleivytė
Rasa Leleivyte (Vilnius, 14 de outubro de 1988) é uma ciclista profissional lituana. Estreiou como profissional em 2008 depois de conseguir o Campeonato da Lituânia em Estrada e o terceiro posto no Campeonato Europeu em Estrada sub-23, quando ainda era amador, em 2007.

## Trajectória desportiva
Em 2005 e 2006 destacou no Campeonato Mundial em Estrada de categoria juvenil (3.ª em 2005 e ganhadora em 2006) o que a deu acesso a correr com a Selecção de Lituânia mais corridas internacionais em 2007, incluindo as pontuáveis para a Copa do Mundo das quais acabou as 2 primeiras que correu com 19 anos e sem ser ainda profissional. Nesse ano 2007 foi Campeonato da Lituânia em Estrada e 3.ª no Campeonato Europeu em Estrada sub-23 o que a deu acesso ao profissionalismo em 2008 numa equipa italiano -de facto sempre tem estado em equipas italianas ou italo-lituanos-.
Em 2008 fez-se com o Campeonato Europeu em Estrada sub-23 e fez 3.ª no G. P. Carnevale d'Europa, ademais ganhou algumas provas amador em Itália. Posteriormente destacou sua progressão no Mundial em Estrada no que conseguiu se situar no top-10 no 2010 e 2011, ademais em 2010 conseguiu vitórias em 3 corridas internacionais- até esse momento, em categoria absoluta, só tinha destacado em Campeonatos de Lituânia em Estrada-.
Essa progressão viu-se freada por um controle antidopagem positivo por EPO, depois de ficar 13.ª no Giro d'Italia Feminino 2012, que ademais supôs que seu país não pudesse ir com representação na prova em estrada dos Jogos Olímpicos de Verão de 2012 na que ela tinha sido a seleccionada por Lituânia para ir à prova. A ciclista teve que pagar 5.040 euros de sanção económica e dois anos de suspensão desportiva que finalizou a 13 de julho de 2013.
Nada mais acabar a sanção voltou à equipa onde estava, o Vaiano, ainda que realmente não voltou a competir até 2015 ainda que sem destacar em demasia -3.ª no Grande Prêmio Cham-Hagendorn 2015 como melhor resultado e algum top-10 isolado- também começou a ser, de novo, uma das habituais no Giro d'Italia Feminino e no Mundial em Estrada.

## Palmarés
2007 (como amador)
- Campeonato da Lituânia em Estrada  
  - 3.ª no Campeonato Europeu em Estrada sub-23

- 2008
- Campeonato Europeu em Estrada sub-23

- 2009
- Campeonato da Lituânia em Estrada

- 2010
  - 1 etapa do Tour de Catar Feminino
- G. P. Comune di Cornaredo
  - 3.ª no Campeonato da Lituânia em Estrada
- Trophée d'Or Féminin

- 2011
- Campeonato da Lituânia em Estrada

- 2017
  - 2.ª no Campeonato da Lituânia em Estrada

- 2018
- Campeonato da Lituânia em Estrada
- Giro de Emília Feminino

## Resultados em Grandes Voltas e Campeonatos do Mundo
Durante sua corrida desportiva tem conseguido os seguintes postos nas Grandes Voltas femininas e nos Campeonatos do Mundo em estrada:
| Corrida            | Corrida            | 2007 | 2008 | 2009 | 2010 | 2011 | 2012 | 2013 | 2014 | 2015 | 2016 | 2017 | 2018 | 2019 | 2020 | 2021 |
| ------------------ | ------------------ | ---- | ---- | ---- | ---- | ---- | ---- | ---- | ---- | ---- | ---- | ---- | ---- | ---- | ---- | ---- |
|                    | Giro d'Italia      | —    | 59.ª | —    | 64.ª | 31.ª | 13.ª | —    | —    | 47.ª | 20.ª | 28.ª | 82.ª | 72.ª | 49.ª | 55.ª |
|                    | Tour de l'Aude     | —    | —    | —    | 62.ª | X    | X    | X    | X    | X    | X    | X    | X    | X    | X    | X    |
|                    | Grande Boucle      | —    | —    | —    | X    | X    | X    | X    | X    | X    | X    | X    | X    | X    | X    | X    |
| Mundial em Estrada | Mundial em Estrada | 77.ª | 81.ª | 32.ª | 8.ª  | 9.ª  | —    | —    | —    | 35.ª | 19.ª | 16.ª | 11.ª | 83.ª | 16.ª | —    |

—: não participa

Ab.: abandono

X: edições não celebradas

## Equipas
- S.C. Michela Fanini Record Rox (2007-2008)
- Safi-Massa Zara (2009-2010)
  - Safi - Massa Zara - Titanedi (2009)
  - Safi-Massa Zara (2010)
- Vaiano (2011-2012, 2015-2017)
  - Vaiano-Solaristech (2011)
  - Vaiano-Tepso (2012)
  - Vaiano-Fondriest (2014)[7]
  - Aromitalia-Vaiano (2015-2020)